# Legion of the Damned
Legion of the Damned (v překladu z angličtiny legie zatracených) je nizozemská thrash/death metalová kapela z Heldenu, do roku 2005 vystupovala pod názvem Occult.
První studiové album Emerging from the Netherworlds vyšlo v roce 2006 pod hlavičkou vydavatelství Massacre Records. K roku 2021 má kapela na svém kontě celkem sedm dlouhohrajících alb plus další nahrávky.

## Diskografie

### Studiová alba
- Malevolent Rapture (2006)
- Sons of the Jackal (2007)
- Feel the Blade (2008)
- Cult of the Dead (2008)
- Descent into Chaos (2011)
- Ravenous Plague (2014)
- Slaves of the Shadow Realm (2019)[1]

### Kompilace
- Full of Hate (2009)
- Feel the Blade / Cult of the Dead (2019) – CD1: Feel the Blade, CD2: Cult of the Dead
- Malevolent Rapture / Sons of the Jackal (2019) – CD1: Malevolent Rapture, CD2: Sons of the Jackal

### Live nahrávky
- Slaughtering… (2010)

### Split nahrávky
- Imperial Anthems Vol. 11 (2013) – split s kapelou Hail of Bullets
- Party.San Metal Open Air - Hell Is Here-Sampler (2013) – split s kapelami Carcass a Hypocrisy
- Kreator / Legion of the Damned (2013) – split s kapelou Kreator